# 大井水壩站
大井水壩站（日语：／ Ōi-damu eki */?）是位於岐阜縣惠那郡大井町奧戶（現時：惠那市大井町），北惠那鐵道（現時：北惠那交通）大井線的鐵路車站（廢站）。

## 歷史
此線前身是為了建設大井水壩建設，用作運送建材的大同電力（現時：關西電力）專用鐵道。在大井水壩完成後，大同電力轉讓鐵路線給北惠那鐵道作客運用途。此站成為了終點站。

### 年表
- 1922年（大正11年）3月 大同電力惠用鐵道開通，此處成為鐵路的終點處。
- 1928年（昭和3年）
  - 鐵路線轉讓給北惠那鐵道[2]。
  - 12月3日 新大井至奧戶之間開始客運業務。奧戶站（日语：／）啟用。此站成為大井線的終點站[3][4]。
  - 12月 - 1929年（昭和4年）10月1日 改名為大井水壩站[5]。
- 1932年（昭和7年）9月 新大井至此站之間暫停客運業務[4]
- 1934年（昭和9年）9月15日 新大井至此站之間廢除客運業務[6][4]。再次轉讓給大同電力，成為專用鐵道。
- 1940年（昭和15年） 大同電力專用鐵道被廢除。

## 車站構造
車站位於大井水壩的南邊，木曾川右岸水壩頂的平地處。車站構造不詳。在大同電力惠用鐵道時代，車站附近設有建設辦事處、倉庫、機械工場和維修工場。

## 車站周邊
車站周邊都是森林。在西邊設有惠那峽的觀光設施。
- 惠那峽大酒店
- Theater惠那
- 惠那峽公園
- 岐阜縣道401號惠那峽公園線（日语：岐阜県道401号恵那峡公園線）
- 阿木川（日语：阿木川）

## 現狀
車站遺址回歸自然，變回一片森林。

## 相鄰車站
北惠那鐵道
大井線
金龍溫泉－大井水壩

## 注腳
1. 1 2 3  7.大井ダムの建設｜ダムの書誌あれこれ（68）〜桃山発電所、読書第１発電所、賤母発電所、落合ダム、大井ダム、読書ダム〜 （页面存档备份，存于）（日語） - 水壩手冊（日本水壩協會）
2. ↑  「専用鉄道ヲ地方鉄道ニ変更」《官報》1928年11月12日 - 國立國會圖書館數碼化收藏
3. ↑  「地方鉄道運輸開始」《官報》1928年12月10日 - 國立國會圖書館數碼化收藏
4. 1 2 3  今尾惠介《日本鐵道旅行地圖帳 7號東海》（新潮社、2008年）p.42
5. ↑  日本鉄道旅行地図帳 追加・訂補 7号 東海 （页面存档备份，存于）（日語） - 鐵道論壇
6. ↑  「鉄道運輸営業廃止実施」《官報》1934年9月25日 - 國立國會圖書館數碼化收藏

## 相關項目
- 日本鐵路車站列表 O